# Vitten

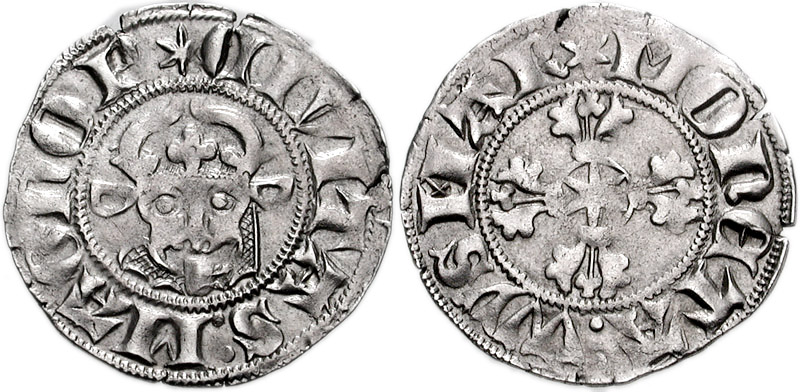
Vitten från Wismar, präglat 1379.

Vitten (tyska Witten) var mynt av silver. De präglades i (främst norra) Tyskland från andra halvan av 1300-talet och blev Hansans viktigaste mynt.
Vitten användes förr i Sverige om småmynt samt i uttryck som "inte ett (en) vitten” med betydelsen ”inte ett öre” och ”inte ett dugg”.
Vitten började präglas i Lübeck omkring 1325 och blev i början av 1400-talet vendiska myntförbundets huvudmynt. Finvikten var 1379 1,29 gram silver, 1410 0,88 gram silver. Det präglades även viertelwitten, pfennigmynt. I början av 1500-talet förekom myntning av vittenmynt med en finvikt på 0,35 gram silver.
I Pommern präglades svenska regeringen 1650-1707 vittenmynt, nu värda 1/4 schilling eller 3 pfennig, 1672 var finvikten 0,104 gram silver. Under 1700-talet präglade staden Stralsund fram till 1776 vittenmynt med en finvikt av 0,08 gram. 1763-1808 slog svenska regeringen kopparmynt i Stralsund med valören vitten.
Med tidens gång och inflation blev det under andra halvan av 1800-talet ett kopparmynt av lågt värde; därav uttrycket "inte värt ett vitten". Det ersattes successivt med Dreiling, Sechsling, Schilling och Doppelschilling.
Pfennigmynt präglade i Wismar (1854) och Rostock (fram till 1865) kallades även populärt vitten.
Namnet är nederländskt, är ett av de blanc albus (albi) ("vita") mynt eller vitten, i motsats till grossi som var större och gula (guld) mynt.